# Liu Ping
Pour les articles homonymes, voir Liu.
Liu Ping née le 13 octobre 1994, est une joueuse chinoise de hockey sur gazon.

## Carrière
Elle a fait ses débuts en janvier 2019 à Panzhihua lors des matchs amicaux face au Canada.